# Erdei gólya
Az erdei gólya (Mycteria americana) a madarak (Aves) osztályának a gólyaalakúak (Ciconiiformes) rendjébe, ezen belül a gólyafélék (Ciconiidae) családjába tartozó faj.
A Mycteria madárnem típusfaja.

## Előfordulása
Mexikóban, a Karib-szigeteken, Közép-Amerikán keresztül Argentína északi részéig fészkel.
Egy kis létszámú, már veszélyeztetettnek tekinthető kolóniája költ Florida legdélebbi részén is, így ez az egyetlen Észak-Amerikában is előforduló gólyafaj.

## Megjelenése
Mérete 90–100 centiméter, szárnyfesztávolsága 150 centiméter.
Tollazata majdnem teljesen fehér, kivéve a szárnyai végét. Nyaka és feje csupasz, ezáltal ha a fejét bedugja az iszapba, nem ragadnak össze a tollai.

## Életmódja
Elsősorban a vizes élőhelyek közelében elterülő erdőket kedveli. Sekély vízben kutat élelem után, csőrével érzékelik a zsákmányt (halakat, békákat vagy nagyobb vízirovarokat), majd elkapja.
|  |  |

## Szaporodása
Gallyakból álló fészkét a fákra rakja. A fészekalja 3-5 tojásból áll, melyen 27-32 napig kotlanak